# Lycaena radiata
Lycaena radiata är en fjärilsart som beskrevs av Igor Kozhanchikov 1923. Lycaena radiata ingår i släktet Lycaena och familjen juvelvingar. Inga underarter finns listade i Catalogue of Life.